# Dr. Eric Foreman
El Doctor Eric Foreman és un personatge de ficció, interpretat per Omar Epps, que apareix a la sèrie televisiva House, MD.

## Biografia
Eric Foreman és un dels membres de l'equip del Dr. House que treballa en l'hospital fictici del Princeton Plainsboro Teaching Hospital. Especialitzat en neurologia, és contractat pel doctor House tres dies abans del capítol pilot. És llicenciat en Medicina per la Johns Hopkins Medical School, d'on House va ser expulsat per copiar, i en relació als seus companys la Dra. Cameron i el Dr. Chase és qui té millor expedient acadèmic.
Dels diferents capítols es pot extreure poca informació sobre el passat de Foreman, segons sembla (episodi 10 Histories) la seva família no tenia un alt nivell de vida, i l'Eric havia estat detingut per violació de domicili en l'adolescència, un del motius pels que el doctor House decideix contractar-lo, ja que visitar la casa del pacient per detectar hàbits o conductes de risc pot ajudar en el diagnòstic de la malaltia.
El pare de Foreman, Rodney Foreman (interpretat per Charles S. Dutton en l'episodi Euphoria 2.20), és d'un profund caràcter religiós mentre que la seva mare no es troba en condicions de viatjar per motius relacionats amb la memòria i les habilitats perceptives conseqüència del desenvolupament de malaltia d'Alzheimer o d'una diabetis mellitus.
La seva relació amb el House és problemàtica, sempre qüestiona els seus arguments i fins i tot li comporta problemes a nivell oficial i laboral. Durant la segona temporada, la cap de l'hospital, la Dra. Lisa Cuddy, es veu obligada a posar en Foreman de supervisor seu a conseqüència del cas "Chase". De totes maneres ambdós personatges comparteixen similituds, en termes de caràcter i d'hàbits físics (episodi Poison).
Al final de la segona temporada, Foreman pateix una greu malaltia cerebral que es manifesta amb problemes de lateralitat i de memòria.